# Yasaq
Yasak o yasaq, talvolta iasak, (Russo: ясак) è una parola turca per tributo che fu usata nella Russia imperiale per designare il tributo da esigere nei confronti dei popoli indigeni della Siberia.

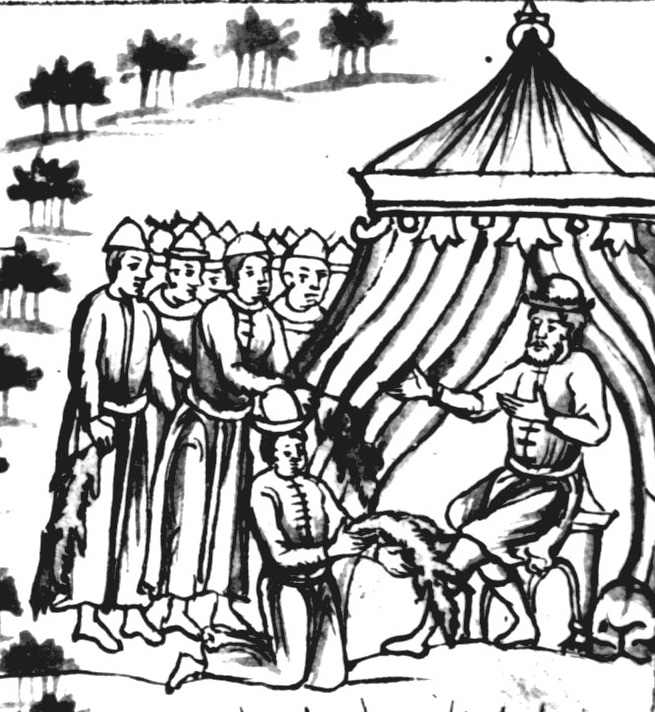
Voguli consegnano lo yasak a Ermak Timofeevich

Le origini dello yasak può essere rintracciata in una tassa raccolta dai nativi, principalmente popolazioni non turche nell'Orda d'oro.
La parola è una variazione russa della parola turco-kazaka zhasaq; essa ha due significati: il primo è "questo è quello che devi fare" e proviene da un decreto legge dei tempi di Gengis Khan; il secondo è "truppa di dieci uomini", ovvero la più piccola cellula in un esercito, che era tenuta a raccogliere un tributo pari a 1/10 dei profitti in favore dell'Orda d'oro.